# Eucalyptus froggattii
Eucalyptus froggattii är en myrtenväxtart som beskrevs av William Faris Blakely. Eucalyptus froggattii ingår i släktet Eucalyptus och familjen myrtenväxter. Inga underarter finns listade i Catalogue of Life.